# Mauerkammergrab von Feldengel

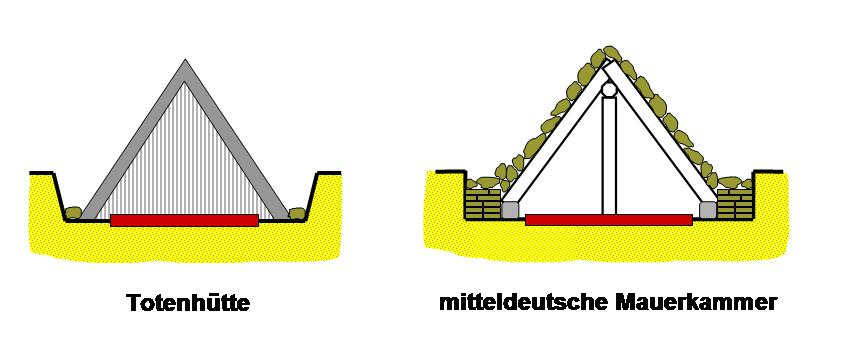
Totenhütte (Bohlenkammer) und Mauerkammergrab

Das Mauerkammergrab von Feldengel, einem Ortsteil von Greußen im Kyffhäuserkreis in Thüringen, wurde im Jahr 1881 auf dem Augischer Hügel entdeckt.
Das Mauerkammergrab hat eine Kammer mit Mauern aus senkrecht aufgerichteten Platten und einem Steinpflaster als Boden. Über dem Grab fanden sich eine Steinpackung und der Hügel. 
Gefunden wurden Reste zahlreicher Bestattungen von unterschiedlich alten Individuen, einige mit Brandspuren. 
Als Beigaben fanden sich zwei durchbohrte Hundezähne, eine kleine Knochenspitze, eine Pfeilspitze, eine Klinge und ein Meißel aus Feuerstein sowie zahlreiche verzierte Scherben (u. a. einer Trommel). 
Nils Niklasson und Ulrich Fischer (1968 S. 20) weisen diesen Fund der Walternienburg-Bernburger Kultur zu.